# Alexander Arrigoni
Alexander Arrigoni (* 7. Januar 1764 in Barzio in der Provinz Como (heute Provinz Lecco); † 1819) war ein italienischer Kunstmaler.

## Leben
Zur Herkunft und Ausbildung von Alexander Arrigoni liegen keinerlei Hinweise vor.
In der Pinacoteca di Brera in Mailand befindet sich sein Bild Blumen in einer Vase, das von der Accademia di Belle Arti di Brera einen Preis erhielt und worauf sein Name mit der Jahreszahl 1819 verzeichnet ist; im gleichen Jahr nahm er sich das Leben.